# AMC (televízióadó)
Az AMC (American Movie Classics azaz ~Amerikai Mozi Klasszikusok) egy amerikai kábelcsatorna. Tulajdonosa az AMC Networks.
1984. szeptember 1-jén debütált a csatorna, ekkor klasszikus filmeket vetített. Az AMC nevet a csatorna 2002. szeptember 30-tól kapta. A csatorna népszerű sorozatai többek közt a Mad Men, Totál szívás, The Walking Dead, Hell on Wheels és a Gyilkosság.

## Az AMC csatorna Magyarországon
2014 nyarán az AMC Networks International bejelentette, hogy Magyarországon is elindítja az AMC csatornát az MGM helyén.
A magyar verzió 2014. november 5-én indult és két olyan sorozatot hozott el a magyar közönségnek mint a Halt and Catch Fire - CRTL nélkül és a The Divide - az ítélet ára.